# Culicoides ostroushkoae
Culicoides ostroushkoae är en tvåvingeart som beskrevs av Glukhova 1989. Culicoides ostroushkoae ingår i släktet Culicoides och familjen svidknott. Inga underarter finns listade i Catalogue of Life.